# Владо Макеларски
Владо Д. Макеларски (на македонска литературна норма: Владо Макеларски) е югославски партизанин и деец на комунистическата съпротива във Вардарска Македония в годините на Втората световна война.

## Биография
Макеларски е роден в дебърското българско село Макелари, Албания, през 1919 година. Завършва основно и вечерно училище в Дебър, където работи като келнер. В 1936 година с родителите си се изселва в Скопие, където работи като парнаджия и след това като търговски помощник в една акционерна фирма от Загреб. Под влияние на свой колега и на брат си, който е комунист, става член на Съюза на комунистическата младеж на Югославия, а в 1941 година и на ЮКП. Квартирата на двамата братя е място за нелегални събрания и убежище на нелеални комунисти. В началото на 1943 година квартирата е провалена, в нея са арестувани Благоя Давков, Бранко Урдаревски и други, а Макеларски става нелегален. Осъден е задочно на смърт от българските окупационни власти.
След Втората световна война е член на Земския комитет на ССМ и директор на Фабрика за керамика „Юг“ в Скопие. Пред 1949 година след разрива между Тито и Сталин заема страната на Коминтерна, поради което е изпратен в Голи Оток. Умира на 29 януари 1993 година. Носител е на Партизански възпоменателен медал 1941 година.